# AV Formula
AVF, abreviatura de AV Formula by Adrián Vallés fue una escudería española de automovilismo, dirigida por el expiloto Adrián Vallés. En 2016 se lograron el título de campeones de pilotos en la Fórmula V8 3.5, donde fueron terceros en el campeonato de escuderías. En su última temporada corrieron en la European Le Mans Series y en la Eurocup Formula Renault 2.0.

## Historia

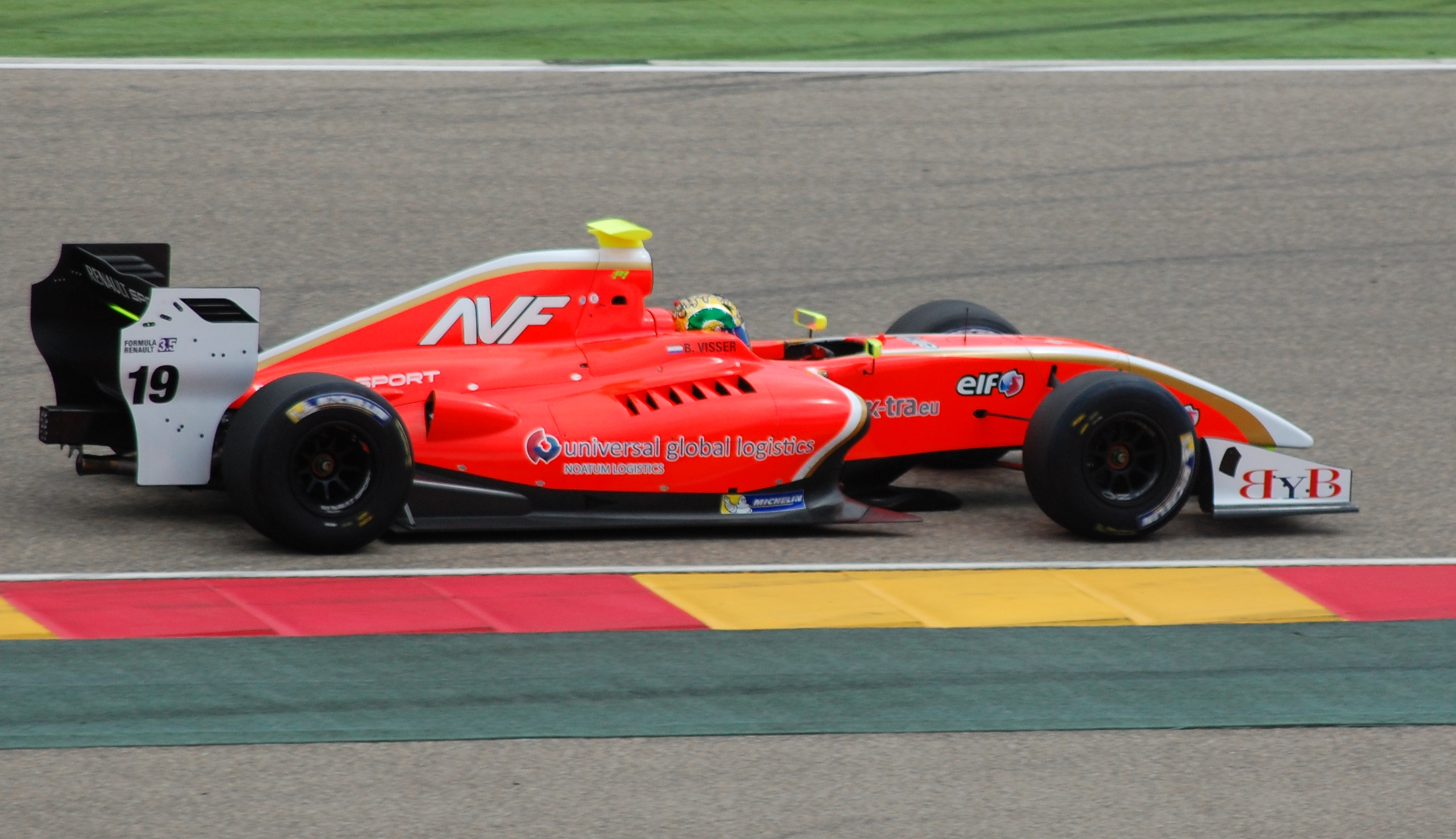
Beitske Visser en Motorland (2014)

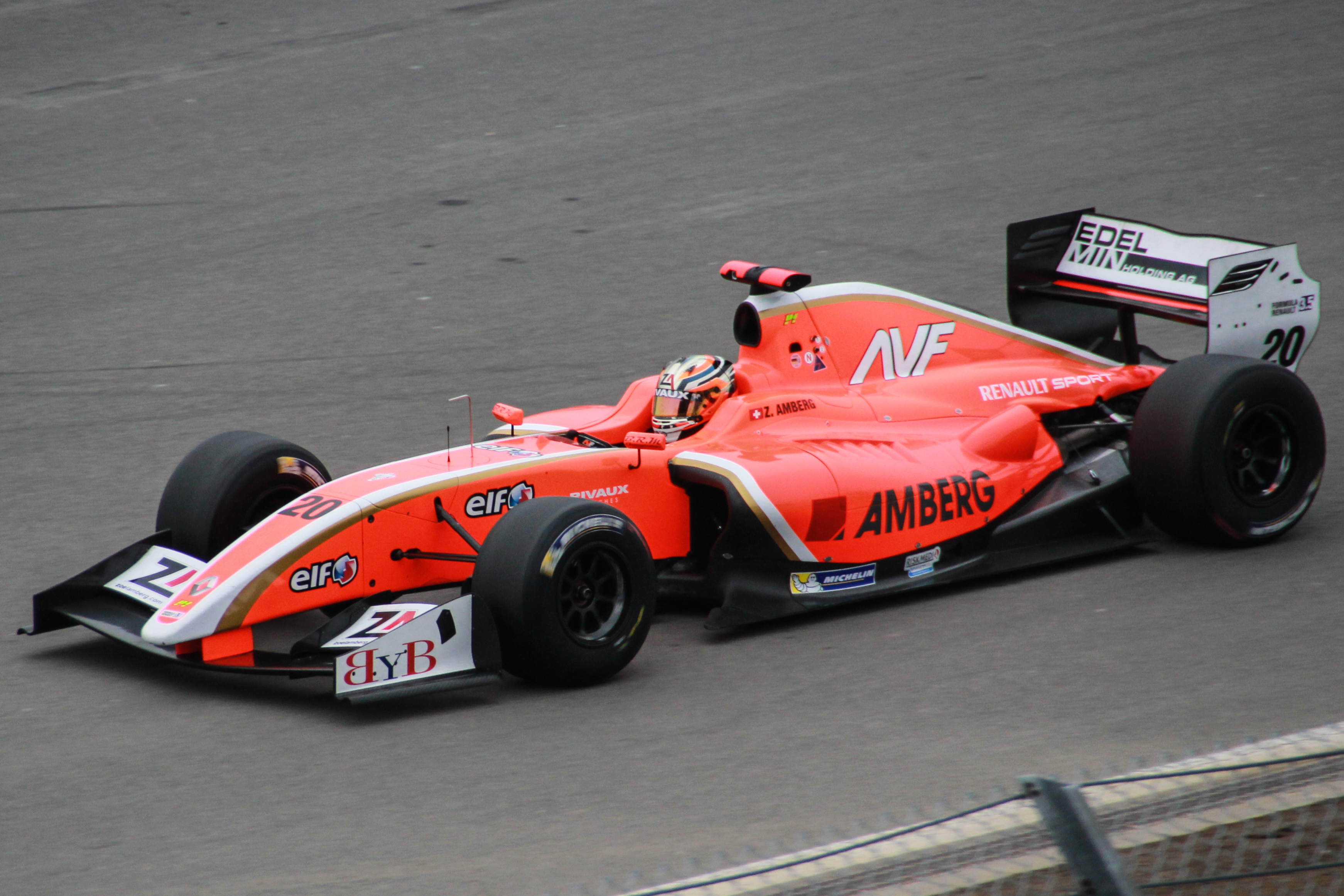
Zoël Amberg en Nürburgring (2014)

Tras dejar el mundo de la competición como piloto, Adrián Vallés realizó un proyecto para jóvenes pilotos de karting, el AV Racers, quienes aprovechaban el circuito de karting de Moraira para entrenar y aprender a pilotar. Poco después fundó el AV Fórmula, una escudería centrada sobre todo en correr en categorías relacionadas con la Fórmula Renault. La base de la escudería se sitúa en la carretera de Montmeló a Granollers, muy cerca del Circuit de Cataluña.
En octubre de 2012 el equipo comenzó compitiendo en las dos rondas finales de la Fórmula Renault 2.0 Alpes, con Tatiana Calderón, Denis Nagulin, Egor Orudzhev y Emanuele Zonzini como pilotos. Zonzini obtuvo el lugar más alto del equipo en la decimotercera posición. AV Formula se hizo cargo del sitio del Team RFR en la Fórmula Renault 3.5 Series en 2013. El equipo firmó a Yann Cunha y Arthur Pic para su debut en la Fórmula Renault 3.5. AV Formula finalizó la temporada con el noveno lugar en la clasificación de los equipos y un podio único en el circuito de Alcañiz marcado por Pic. También en 2013 el equipo decidió concentrarse en la Fórmula Renault 2.0 NEC con Fran Rueda como piloto regular. Ese año en la Fórmula Alps tampoco lograron ningún punto. 
En 2014 dejan de participar en la Alps, en la 2.0 NEC quedan séptimos en el campeonato de escuderías, logrando una pole y un podio en la última ronda. En la Eurocopa 2.0 apenas participan en 3 rondas, Íñigo Bikuña se convierte en el primer piloto español en correr con esta escudería. En la 3.5 quedan séptimos en el campeonato de escuderías, con un segundo puesto como mejor resultado en carrera. En 2015 quedan penúltimos en la 3.5, repetía con ellos la piloto Beitske Visser y se unía Alfonso Celis jr. al equipo. También quedaron penúltimos en la 2.0, sin embargo, en la NEC les fue mejor y terminaron en cuarta posición. 2016 iba a ser su mejor año hasta ahora: en la 2.0 quedaron cuartos, logrando tres victorias, dos poles y seis podios con Harrison Scott, en la NEC quedaron octavos y en el primer año de la Fórmula V8 3.5, quedaron terceros en el campeonato de escuderías, llevándose el título de pilotos en la última carrera gracias a los grandes resultados de Tom Dillmann.
En la última temporada de la Fórmula V8 3.5 se une SMP Racing al proyecto y compiten con Egor Orudzhev y con Matevos Isaakyan, quien logra ser subcampeón del campeonato. El primero no se presenta en la última ronda y por lo tanto pierde varias posiciones en el campeonato de pilotos. En esa ronda es substituido por Konstantin Tereshchenko. Al mismo tiempo, aprovechan uno de los coche de Teo Martín Motorsports para subir a esa última ronda a Henrique Chaves, quien había estado corriendo con ellos en la Eurocopa 2.0. En esa categoría también corren Rodrigo Pflucker, Xavier Lloveras, Axel Matus, Gregoire Saucy y Thomas Randle. Sin grandes resultados solo logran quedar sextos en la clasificación por equipos.
En 2018 empiezan la temporada de la Eurocopa con 4 coches, Lloveras dejaría la escudería tras 6 rondas, el debutante Eliseo Martínez y el mexicano Axel Matus terminaron la temporada sumando 4 puntos cada uno, el colombiano Christian Muñoz terminaba con 0. Debido a ello la escudería terminó última en el campeonato con tan solo 8 puntos. En la categoría LMP2 de las European Le Mans Series no les iría mucho mejor, terminando decimoquintos de un total de 19 equipos.

## Temporadas
| Temporada | Series                          | Coche              | Rondas   | Victorias | Poles | VR | Podios | Pts.      | Pos.      | Pilotos destacados |
| --------- | ------------------------------- | ------------------ | -------- | --------- | ----- | -- | ------ | --------- | --------- | ------------------ |
| 2012      | Fórmula Renault 2.0 Alpes       | Tatuus-Renault 2.0 | 2 de 7   | 0         | 0     | 0  | 0      | 0         | 14.º      |                    |
| 2013      | Fórmula Renault 3.5             | Dallara-Zytek      | 9 de 9   | 0         | 0     | 1  | 1      | 74        | 9.º       |                    |
| 2013      | Eurocopa de Fórmula Renault 2.0 | Tatuus-Renault F4R | 1 de 7   | 0         | 0     | 0  | 0      | Invitados | Invitados |                    |
| 2013      | Fórmula Renault 2.0 NEC         | Tatuus-Renault 2.0 | 7 de 7   | 0         | 0     | 0  | 0      | NA        | NA        |                    |
| 2013      | Fórmula Renault 2.0 Alpes       | Tatuus-Renault 2.0 | 1 de 7   | 0         | 0     | 0  | 0      | 0         | NC        |                    |
| 2014      | Fórmula Renault 3.5             | Dallara-Zytek      | 9 de 9   | 0         | 0     | 1  | 1      | 77        | 12.º      |                    |
| 2014      | Eurocopa de Fórmula Renault 2.0 | Tatuus-Renault F4R | 3 de 6   | 0         | 0     | 0  | 0      | 1         | 11.º      |                    |
| 2014      | Fórmula Renault 2.0 NEC         | Tatuus-Renault 2.0 | 7 de 7   | 0         | 1     | 1  | 0      | 167       | 7.º       |                    |
| 2015      | Fórmula Renault 3.5             | Dallara-Zytek      | 9 de 9   | 0         | 0     | 2  | 0      | 20        | 10.º      |                    |
| 2015      | Eurocopa de Fórmula Renault 2.0 | Tatuus-Renault 2.0 | 7 de 7   | 0         | 0     | 0  | 1      | 47        | 8.º       |                    |
| 2015      | Fórmula Renault 2.0 NEC         | Tatuus-Renault F4R | 7 de 7   | 0         | 0     | 0  | 0      | 197,5     | 4.º       |                    |
| 2016      | Fórmula V8 3.5                  | Dallara-Zytek      | 9 de 9   | 2         | 5     | 2  | 12     | 292       | 3.º       | Tom Dillmann       |
| 2016      | Eurocopa de Fórmula Renault 2.0 | Tatuus-Renault F4R | 7 de 7   | 3         | 2     | 0  | 6      | 211       | 4.º       |                    |
| 2016      | Fórmula Renault 2.0 NEC         | Tatuus-Renault 2.0 | 7 de 7   | 0         | 0     | 0  | 0      | 130       | 8.º       |                    |
| 2017      | World Series Fórmula V8 3.5     | Dallara-Zytek      | 9 de 9   | 4         | 2     | 7  | 18     | 419       | 2.º       | Matevos Isaakyan   |
| 2017      | World Series Fórmula V8 3.5     | Dallara-Zytek      | 1 de 9   | 0         | 1     | 0  | 0      | 35        | 6.º       |                    |
| 2017      | Eurocopa de Fórmula Renault 2.0 | Tatuus-Renault F4R | 10 de 10 | 0         | 0     | 0  | 1      | 92,5      | 6.º       |                    |
| 2018      | European Le Mans Series - LMP2  | Dallara P217       | 6 de 6   | 0         | 0     | 0  | 0      | 6         | 15.º      |                    |
| 2018      | Eurocopa de Fórmula Renault 2.0 | Tatuus-Renault F4R | 10 de 10 | 0         | 0     | 0  | 0      | 8         | 8.º       |                    |
| Total     |                                 |                    |          | 9         | 11    | 14 | 40     |           |           | 1 , 1              |

1. ↑  Se inscribió durante toda la temporada como SMP Racing by AVF y en la última ronda inscribió otro coche más bajo el nombre AVF.

## Resultados

### Fórmula Renault 3.5 Series/Fórmula V8 3.5 Series
| Año  | Pilotos           | Carreras | Victorias | Poles | V.Rápidas | Podios | Puntos | C.P. | C.E. |
| ---- | ----------------- | -------- | --------- | ----- | --------- | ------ | ------ | ---- | ---- |
| 2013 | Arthur Pic        | 17       | 0         | 0     | 1         | 1      | 74     | 8º   | 9º   |
| 2013 | Yann Cunha        | 17       | 0         | 0     | 0         | 0      | 0      | 27º  | 9º   |
| 2014 | Zoël Amberg       | 17       | 0         | 0     | 1         | 1      | 66     | 11º  | 7º   |
| 2014 | Beitske Visser    | 17       | 0         | 0     | 0         | 0      | 11     | 21º  | 7º   |
| 2015 | Alfonso Celis Jr. | 17       | 0         | 0     | 2         | 0      | 17     | 16º  | 10º  |
| 2015 | Beitske Visser    | 15       | 0         | 0     | 0         | 0      | 3      | 23º  | 10º  |
| 2016 | Tom Dillmann      | 18       | 2         | 5     | 2         | 12     | 237    | 1º   | 3º   |
| 2016 | Alfonso Celis Jr. | 20       | 0         | 0     | 0         | 1      | 55     | 11º  | 3º   |
| 2017 | Egor Orudzhev     | 16       | 2         | 1     | 2         | 10     | 198    | 6º   | 2º   |
| 2017 | Matevos Isaakyan  | 18       | 2         | 1     | 3         | 8      | 215    | 2º   | 2º   |
| 2017 | Henrique Chaves   | 2        | 1         | 0     | 1         | 1      | 35     | 13º  | 6º   |